# Leichenhaus (Weimar)

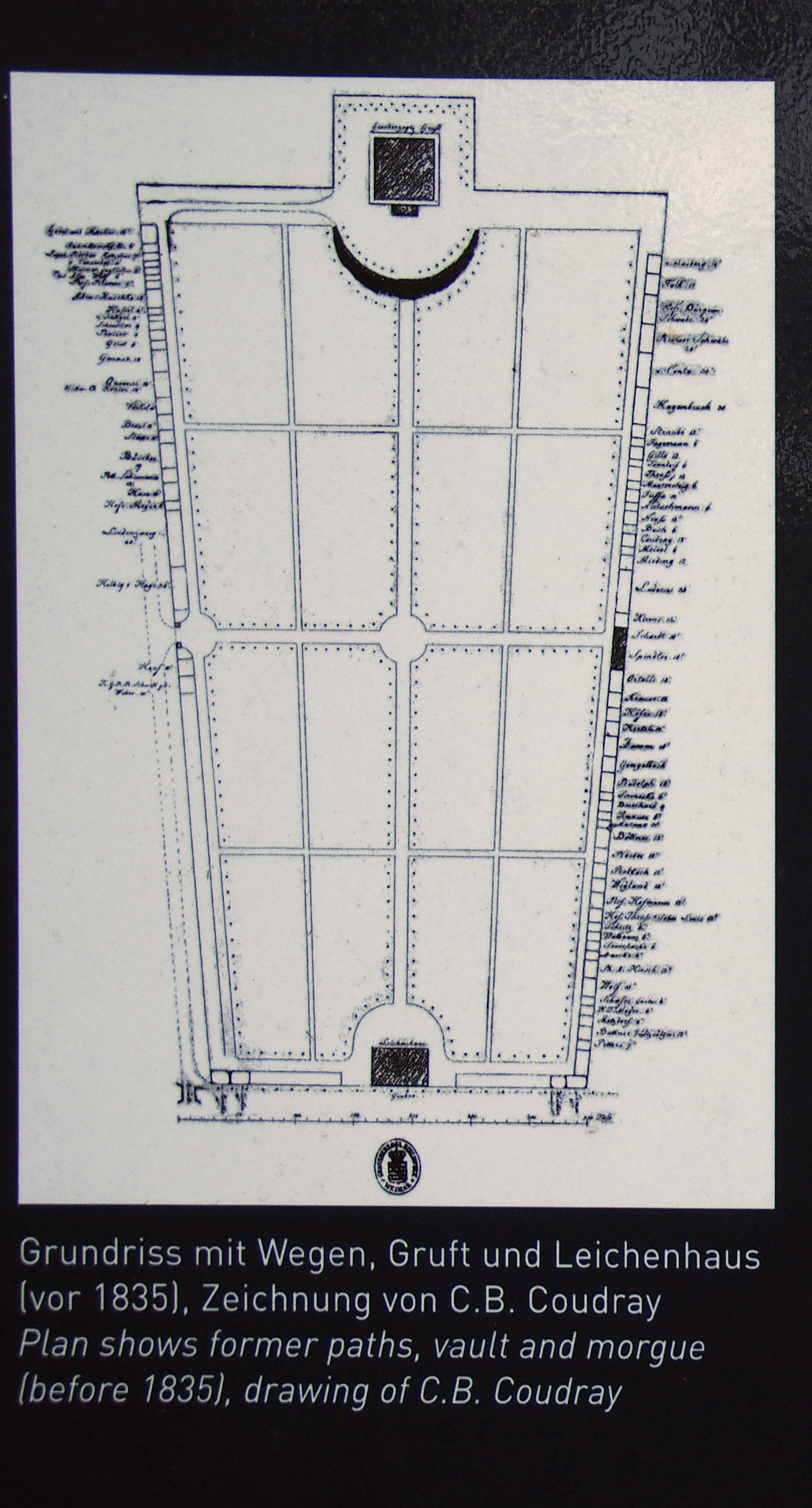
Plan des Historischen Friedhofs Weimar mit dem Leichenhaus von Clemens Wenzeslaus Coudray 1835

Das 1792 erbaute Leichenhaus auf dem Jacobsfriedhof Weimar gilt als das erste öffentliche Leichenhaus in Deutschland.

## Geschichte
In Weimar bestand seit 1763 der Bestattungsverein Leichenkassencommune.
Das Leichenhaus auf dem Jakobsfriedhof hatte einen großen Raum, „worin acht Leichen bequem liegen konnten.“ Christoph Wilhelm Hufeland verfasste 1791 eine Schrift über das Objekt, dessen Bau er maßgeblich betrieben hatte. Schon der Titel von Hufelands Schrift über das Leichenhaus besagt, dass es auch um die Vermeidung der Bestattung von Scheintoten ging. So wurde eine Verordnung erlassen, dass die Beerdigung erst nach Ablauf von mindestens drei Tagen stattfinden durfte. Man glaubte dann sicher zu sein, dass dann der Tod eingetreten sei. Dennoch gab es anderslautende Erinnerungen beziehungsweise Gerüchte.
Während des Krieges von 1813 verfiel dieses und diente den Weimarern lediglich als Leichenkammer. Ein Neubau wurde 1818 geplant auf einer Freifläche vor der Stadt, auf der der Hauptfriedhof Weimar liegt. „Das neue Leichenhaus, zweigeschossig gebaut, enthielt eine Reihe von Neuerungen. Zusätzlich zum Leichensaal wurde im oberen Geschoss eine Wohn- und Schlafstube eingerichtet. Neu waren auch eine Wiederbelebungsstube und eine sogenannte „Piece“, ein Raum für Sektionen. Außerdem gab es einen Rettungsapparat mit Utensilien, mit denen Scheintote den Wächter hätten alarmieren können sowie ein Totenbuch, in dem jeder Leichnam registriert wurde.“ Damit ist seine Zweckbestimmung benannt. Der Neubau erfolgte auf Betreiben des Arztes Christoph Wilhelm Hufeland und wurde 1823 fertiggestellt und in Betrieb genommen. Entworfen wurde es vom Weimarer Baurat Carl Friedrich Christian Steiner. Dieses Leichenhaus fand bald Nachahmer unter anderem in München und Berlin. Der in Weimar gebürtige Arzt Carl Wilhelm Schwabe war es, der 1834 eine Geschichte des Weimarer Leichenhauses veröffentlichte. Er widmete diese Schrift Hufeland.
Das Gebäude erfüllte bis 1906 seinen Zweck, wurde dann abgerissen und durch ein neues Friedhofsgebäude an einer anderen Stelle ersetzt. Die Leichenhalle befand sich an der Stelle des heutigen Haupteingangs. Die neue Leichenhalle von 1906 befindet sich da, wo sich die Friedhofsverwaltung nebst Krematorium befindet.